# Championnat d'Ouganda de football 2011-2012
Navigation
Édition précédente Édition suivante
La saison 2011-2012 du Championnat d'Ouganda de football est la quarante-troisième édition du championnat de première division ougandais. Les équipes engagées sont regroupées au sein d'une poule unique où elles affrontent deux fois leurs adversaires, à domicile et à l'extérieur. En fin de saison, les trois derniers du classement sont relégués et remplacés par les trois meilleurs clubs de deuxième division.
C'est le club d’Express FC qui remporte la compétition cette saison après avoir terminé en tête du classement, avec un seul point d'avance sur Bunamwaya SC et trois sur Uganda Revenue Authority. C'est le sixième titre de champion d'Ouganda de l'histoire du club.

## Participants
- Water FC - Promu de D2
- Villa SC
- Kampala City Council
- Simba FC
- Express FC
- Uganda Police FC
- BIDCO FC - Promu de D2
- Maroons FC
- Busia-Hoima FC - Promu de D2
- Bunamwaya SC
- Fire Masters FC
- Victors FC
- Uganda Revenue Authority
- Masaka Local Council
- UTODA FC
- Proline FC

## Compétition

### Classement
Le classement est établi sur le barème de points classique : victoire à 3 points, match nul à 1, défaite à 0.
| Rang | Équipe                       | Pts | J  | G  | N  | P  | Bp | Bc | Diff |
| ---- | ---------------------------- | --- | -- | -- | -- | -- | -- | -- | ---- |
| 1    | Express FC                   | 54  | 28 | 15 | 9  | 4  | 39 | 21 | +18  |
| 2    | Bunamwaya SC                 | 53  | 28 | 15 | 8  | 5  | 46 | 18 | +28  |
| 3    | Uganda Revenue Authority'T'C | 51  | 28 | 14 | 9  | 5  | 40 | 23 | +17  |
| 4    | Simba FC                     | 46  | 28 | 13 | 7  | 8  | 26 | 21 | +5   |
| 5    | Villa SC                     | 45  | 28 | 12 | 9  | 7  | 25 | 20 | +5   |
| 6    | Proline FC                   | 44  | 28 | 11 | 11 | 6  | 30 | 16 | +14  |
| 7    | Kampala City Council         | 44  | 28 | 12 | 8  | 8  | 32 | 22 | +10  |
| 8    | Masaka Local Council         | 38  | 28 | 11 | 5  | 12 | 21 | 24 | -3   |
| 9    | Water FCP                    | 34  | 28 | 7  | 13 | 8  | 18 | 27 | -9   |
| 10   | Maroons FC                   | 33  | 28 | 8  | 9  | 11 | 25 | 25 | 0    |
| 11   | Victors FC                   | 33  | 28 | 7  | 12 | 9  | 21 | 22 | -1   |
| 12   | Uganda Police FC             | 31  | 28 | 6  | 13 | 9  | 23 | 30 | -7   |
| 13   | BIDCO FCP                    | 31  | 28 | 7  | 10 | 11 | 21 | 31 | -10  |
| 14   | Busia-Hoima FCP              | 20  | 28 | 5  | 5  | 18 | 22 | 48 | -26  |
| 15   | UTODA FC                     | 6   | 28 | 0  | 6  | 22 | 16 | 57 | -41  |
| 16   | Fire Masters FC exclu        |     |    |    |    |    |    |    |      |

|  | Qualification pour la Ligue des champions de la CAF 2013 et la Coupe Kagame inter-club 2013 |
|  | Qualification pour la Coupe Kagame inter-club 2013                                          |
|  | Relégation en deuxième division                                                             |
|  | T : Tenant du titre C : Vainqueur de la Coupe d'Ouganda P : Promu de deuxième division      |

- Fire Masters FC est exclu du championnat après avoir déclaré forfait lors de trois rencontres. Tous ses résultats sont annulés.

## Bilan de la saison
| Championnat d'Ouganda de football 2011-2012                        |                                                        |
| Champion                                                           | Express FC (6e titre)                                  |
| Coupes et trophées                                                 |                                                        |
| Vainqueur de la Coupe d'Ouganda 2011-2012                          | Uganda Revenue Authority                               |
| Qualifications continentales                                       |                                                        |
| Ligue des champions de la CAF 2013                                 | Uganda Revenue Authority                               |
| Coupe de la confédération 2013                                     | Aucun                                                  |
| Coupe Kagame inter-club 2013                                       | Express FC                                             |
| Coupe Kagame inter-club 2013                                       | Uganda Revenue Authority                               |
| Promotions et relégations                                          |                                                        |
| Promus en Championnat d'Ouganda de football                        | Entebbe Young FC Kiira Young FC SC Victoria University |
| Relégués en Championnat d'Ouganda de football de deuxième division | Hoima-Busia FC UTODA FC Fire Masters FC (exclu)        |